# The Way (canção de Ariana Grande)
"The Way" é uma canção gravada pela atriz e cantora estadunidense Ariana Grande para seu álbum de estreia,  Yours Truly. Conta com a participação do rapper compatriota Mac Miller, e foi lançada como single carro-chefe do disco pela Republic Records no dia 25 de março de 2013, na programação da rádio KIIS-FM. Derivada do R&B e da música pop e hip-hop, foi escrita por Harmony Samuels, Malcolm James McCormick (Miller), Jordin Sparks, Amber Streeter e Al Sherrod Lambert, sendo produzida pelo primeiro. Sua letra fala sobre um amor que faz a intérprete sentir-se feliz e completa. Sua melodia se desenvolve através do uso do piano misturado a batidas de hip-hop. Esses elementos são somados às interpolações de "A Little Bit of Love", da cantora Brenda Russell, usado anteriormente em "I Want You", da cantora mexicana Thalía.
Logo após seu lançamento, "The Way" obteve uma resposta bastante favorável da crítica contemporânea, que elogiou os vocais de Grande e comparou-os aos da cantora e compositora de R&B Mariah Carey. Comercialmente, a faixa também obteve um desempenho satisfatório, sendo o primeiro single da cantora e do rapper a chegar ao top 10 da Billboard Hot 100, tendo como posição máxima o 9º lugar. Esse foi ainda o primeiro compacto de estreia de uma artista feminina a estrear entre as dez primeiras posições da lista desde "New Soul", da cantora e compositora Yael Naim. Essa estreia foi garantida com a ajuda das vendas digitais do tema em sua semana de lançamento, que chegaram a um total de 219 mil unidades. Dois meses depois, a vendagem havia chegado a um total superior a 1 milhão de exemplares, o que levou a Recording Industry Association of America (RIAA) a certificar a obra com um disco de platina. Além de ter se colocado de forma positiva no Hot 100, "The Way" também alcançou boas posições em rankings específicos, como a Pop Songs, Streaming Songs e a Radio Songs. No mercado internacional houve resultados regulares, em sua maioria representados por picos no top 50 das tabelas musicais em questão.
Para divulgar a música, Grande esteve em diversas rádios dos Estados Unidos e participou do festival Wango Tango, promovido pela KIIS-FM. Além das aparições em estações de rádio, a artista também realizou performances nos programas televisivos The Ellen DeGeneres Show e Late Night with Jimmy Fallon. Uma outra forma de divulgação foi o lançamento de um videoclipe para a canção, que foi dirigido por Jones Crow e cujas gravações ocorreram em fevereiro de 2013 com a participação especial de Miller. A estreia da produção ocorreu no dia 28 de março do mesmo ano, três dias após o lançamento da canção. Suas cenas mostram Grande e Miller interpretando a música em meio a um fundo branco, que exibe cenas de ambos em momentos românticos.

## Antecedentes

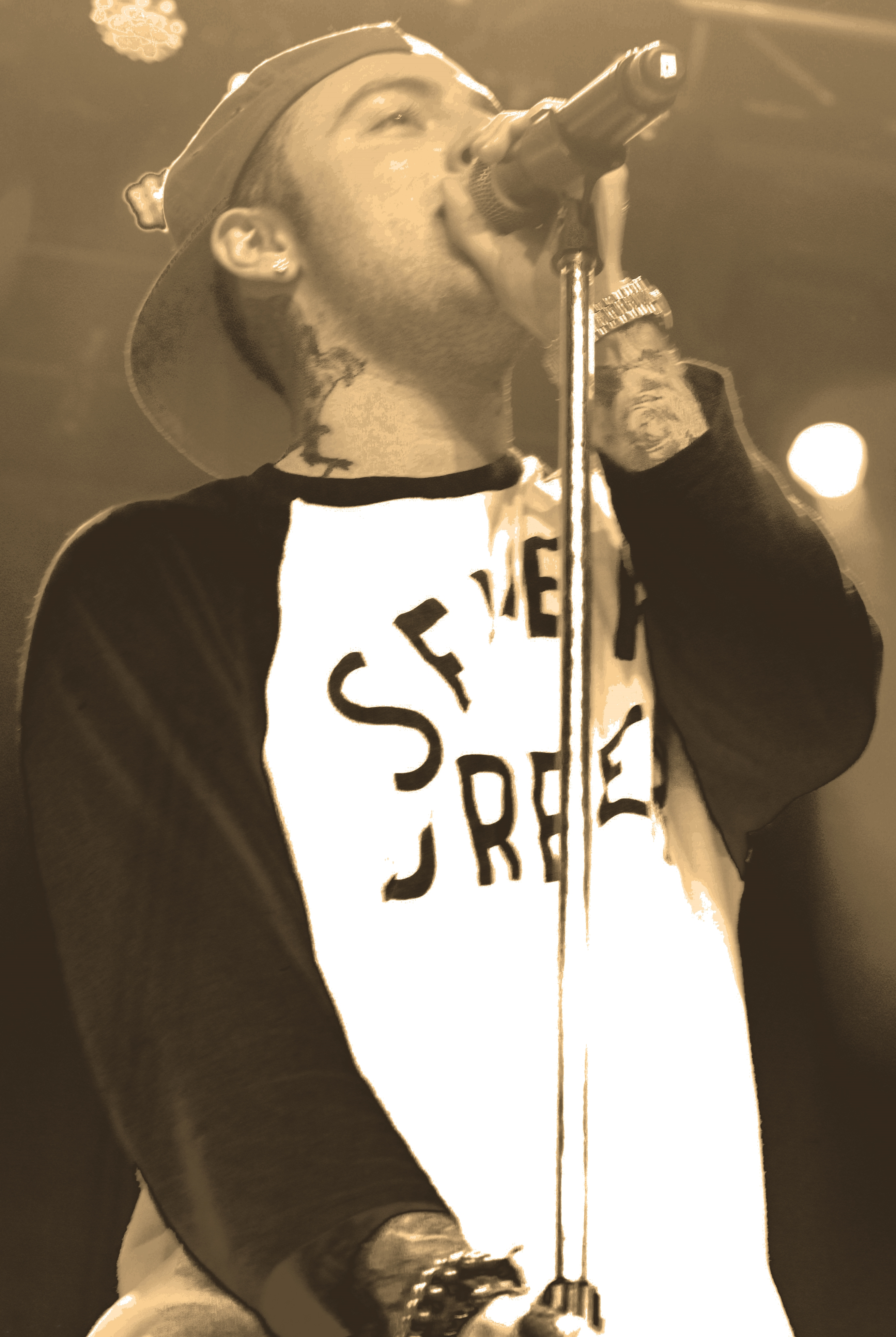
Segundo Grande, o convite para que o rapper estadunidense Mac Miller (foto) participasse da faixa foi feita por ela mesma.

Em um encontro com a revista Billboard, posteriormente ao lançamento de "The Way", a cantora disse que queria se sentir "apaixonada" por sua música, que seus trabalhos precisavam se relacionar com sua personalidade madura. "Quando eu faço Sam & Cat, e atuo como a Cat, claro que ainda vou estar lá para meus fãs mais jovens. Mas estou crescendo – tenho quase 20 anos. Não irei fazer nada maluco, mas quero fazer música pela qual eu esteja apaixonada. Finalmente estou em uma fase que posso produzir o estilo que cresci escutando, urban pop, música dos anos 90. Eu cresci escutando às divas, então estou feliz em poder explorar o urban pop".
Na mesma ocasião, Grande revelou que o processo de criação da faixa teve início no momento em que ela conheceu o produtor britânico Harmony Samuels (conhecido por seus trabalhos em parceria com artistas como Chris Brown e Ne-Yo) no começo do ano de 2013. Sobre o ocorrido, a artista declarou: "Ele tocou 'The Way' pra mim e eu disse 'Nossa, é isso. Nós temos que gravar essa - é com ela que daremos partida'". Ainda segundo ela, a proposta para a participação de Miller como convidado especial partiu dela mesma. "Pus meus vocais nela e logo em seguida eu e o Mac nos encontramos rapidamente e eu lhe disse: 'Eu realmente gostaria que você participasse dessa faixa. O que acha?', e ele falou: 'Soa como um hit pra mim!'". O lançamento da música através da Republic Records foi decidido em comum acordo por dois executivos do selo, Monte Lipman e Charlie Walk. Em entrevista concedida a Jason Lipshutz, Walk descreveu este processo:
| “ | Eram 8 horas da noite e eu ouvi a canção tocando no escritório do Monte através da parede da minha sala. Ele me chamou e eu reproduzi um vídeo, um DIY da Ariana Grande. Nós ouvimos a música e eu imediatamente tomei a decisão de pegá-la e lançá-la. | ” |

O processo ocorreu nos dois primeiros meses do ano de 2013, sendo seguido pela gravação do videoclipe. No período que antecedeu e sucedeu o lançamento do tema, Grande foi a algumas estações de rádio norte-americanas promovê-lo. Em 25 de março de 2013, "The Way" fez sua estreia mundial na rádio KIIS-FM, sendo liberada para compra digital no dia seguinte; a música serviu como single de avanço de Yours Truly. Mais tarde, outros circuitos de rádio passaram a reproduzi-la, como o rhythmic e o latin.

## Composição e estilo musical
"The Way" é uma canção de 3 minutos e 46 segundos derivada do R&B, da música pop e do hip-hop, que traz ainda mesclas da música urbana. De acordo com a partitura publicada pela Sony/ATV Music Publishing, possui um andamento considerado moderado, com um total de 84 batidas por minuto. Sua composição é feita em lá bemol maior, enquanto sua interpretação traz vocais que variam entre dó menor e lá bemol menor. A melodia se constrói através de um piano e estalos de dedo. Esses elementos são complementados por traços característicos do R&B e do hip-hop, derivados do sample extraído de "A Little Bit of Love", da cantora Brenda Russell. Sua letra fala sobre uma garota que está apaixonada por um bad-boy e que ama a forma como ele a faz se sentir.[carece de fontes?] Ao longo da canção, o trecho "I love the way you make me feel / I love it, I love it" é repetido por diversas vezes, acompanhado pelos versos em rap de Miller.[carece de fontes?]
A interpretação de Grande para o tema foi extremamente comparada ao estilo adotado pela cantora e compositora Mariah Carey, o que a artista entendeu como um grande elogio. "Ela é uma inspiração - é a melhor das cantoras, então isso definitivamente é um elogio", declarou Grande. Foram observadas ainda semelhanças entre o single em questão e faixas como "I'm Real", de Jennifer Lopez e "Still Not a Player", de Big Pun e Joe, que utilizam o mesmo sample colocado em "The Way".

## Recepção da crítica
| Críticas profissionais | Críticas profissionais |
| Avaliações da crítica  | Avaliações da crítica  |
| Fonte                  | Avaliação              |
| ---------------------- | ---------------------- |
| Digital Spy            | [ 17 ]                 |
| MTV Buzzworthy         | (positiva)             |
| PopCrush               | [ 18 ]                 |
| Rolling Stone          | [ 19 ]                 |

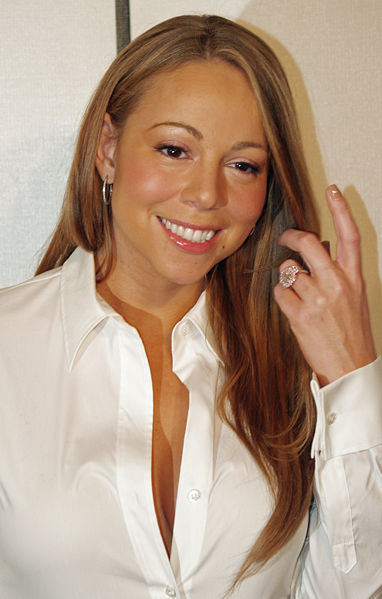
Em "The Way", os críticos notaram uma grande semelhança entre os vocais de Grande e os da cantora estadunidense Mariah Carey (foto).

No geral, "The Way" foi recebida de forma positiva pela crítica especializada. Robert Copsey, do Digital Spy, deu a faixa uma nota de quatro entre cinco estrelas, notando uma grande semelhança entre ela e os trabalhos da cantora e compositora Mariah Carey. Segundo Copsey, a interpretação da canção feita por Grande traz "um vocal com uma qualidade além de sua idade, somado a um vibrante acorde no piano e batidas R&B ao fundo. [...] O resultado é triunfante em todos os aspectos - é nós suspeitamos que ela [Grande] esteja se sentindo da mesma maneira". Jenna Hally Rubenstein, do blog MTV Buzzworthy, também foi positiva em sua análise a obra. Segundo ela, a faixa possui uma vaga influência do R&B do início dos anos 2000, além de apresentar semelhanças com "I'm Real", single da atriz e cantora Jennifer Lopez lançado no ano de 2001. "Mac Miller abre a faixa com seu jeito descontraído e rimas sobre sobre sua nova garota. [...] Ariana vem em seguida com sua voz pura e sussurrada no refrão pronto para as rádios", afirmou Rubenstein. A análise chega ao fim com a seguinte declaração: "Melhor ficar de olho em Ariana - ela tem tudo para tornar-se a novata mais quente na partida da música pop". Nick Catucci da revista Rolling Stone deu a canção três estrelas e meia entre cinco, dando destaque aos vocais de Grande na faixa, que segundo ele "beiram ao êxtase".
Já para Jessica Sager, do PopCrush, a faixa soa inverossímil. Segundo ela, "The Way" foge dos padrões que eram esperados para a artista, que apesar de ter Victoria Justice e Miranda Cosgrove como exemplos musicais mais próximos inspira-se na "Mariah Carey do início dos anos 2000". Sager afirma ainda que "Ao passo que Grande possui as cordas vocais necessárias para gravar qualquer tipo de música que deseje, seu passado na Nickelodeon provavelmente fará seu talento soar como falso, não ficando claro se ela conseguirá vender a si mesma como uma estrela do R&B". Ainda segundo ela, "a faixa em si não é nem boa nem ruim - seu problema é não ser memorável", uma vez que "se perde em meio a melodia" e as rimas de Miller, o que não é o suficiente para que ela seja ouvida "por diversas vezes". Sua análise chega ao fim com a entrega de duas estrelas e meia a canção, somadas a afirmação de que esta não é equivalente ao talento de sua intérprete "como deveria ser", mas que mesmo assim representa "um início promissor". Rick Florino, do portal Artist Direct, definiu "The Way" como "o som mais cativante desse verão" e afirmou que a faixa e a alegria que a mesma traz possuem "um propósito maior que a temporada de praia". Florino também comentou sobre os vocais de Grande, chegando a dizer que a artista possui uma "destreza vocal inimitável".

## Acusação de plágio
Em 11 de dezembro de 2013, a Minder Music iniciou uma ação judicial contra Grande, a Sony/ATV e a UMG Recordings e outras partes sob a acusação de violação de direitos autorais. De acordo com a empresa, a linha "What we gotta do right here is go back, back into time", falada por Mac Miller no começo da obra, é similar à "What we're gonna do right here is go back, way back, back into time", presente no single "Troglodyte" (1972) do grupo The Jimmy Castor Bunch, ao qual a Minder Music possui os direitos de autor. A companhia alega que a letra foi utilizada sem a obtenção dos direitos prévios de licenciamento.
O processo argumenta que "as frases das canções são semelhantes em diversos aspectos, incluindo, mas não limitados a: letras quase idênticas, velocidade de enunciação semelhante com um ritmo rápido e consistente para "what we gotta do right" e um ritmo levemente mais leve para "here is go back", e colocação substancialmente semelhantes nos mesmos lugares nas respectivas composições", alegando que a colocação da linha no início de "The Way" – da mesma forma que em "Troglodyte" – foi uma tentativa deliberada de copiar a mesma e evocá-la para seus fãs. A Minder Music busca uma declaração de violação intencional, uma injunção permanente, indenização de US$ 150.000 por infração e a cobertura de despesas legais atribuídas à causa.

## Videoclipe

### Concepção e sinopse

Cena na qual o par romântico fictício Grande e Miller se beija. Grande descreveu o momento como "uma grandiosa afirmação" de seu amadurecimento.

O videoclipe produzido para a promoção de "The Way" foi dirigido por Jones Crow e filmado entre os dias 9 e 10 de fevereiro de 2013. Nesse período, Grande divulgou diversas fotos e vídeos dos bastidores de gravação através de sua conta no Twitter. A primeira prévia da obra foi liberada em 16 de março, e nela era possível ver Grande e alguns dançarinos durante o intervalo das gravações. A segunda e última foi divulgada dois dias depois, mostrando os primeiros 20 segundos do vídeo. A versão completa foi postada na conta oficial da artista no YouTube no dia 28 de março.
O vídeo consiste em cenas nas quais vemos Grande e Miller atuando como um par romântico, se divertindo em meio a balões e tendo como imagem de fundo cenas dos dois em momentos de romance e flerte. Essas cenas são intercaladas com outras que mostram alguns dançarinos executando passos diversos. O figurino ao longo de toda a obra é simples, sendo composto por camisas de alça e shorts para Grande e um suéter da marca Coogi para Miller. A conclusão da história é feita através de um beijo do casal, que Grande descreveu como "uma grandiosa afirmação" de seu amadurecimento, afirmando que todo o processo da obra demonstra que ela está "simplesmente tentando amadurecer", viver sua vida e "entreter as pessoas".

### Recepção
No geral, o vídeo foi bem recebido pela crítica. Ainda durante a divulgação dos teasers, Kat Lee do PopCrush já havia emitido uma opinião positiva sobre o projeto. Ela escreveu: "Tudo bem, Ariana, estamos prontos para o vídeo completo da canção! Acerte-nos com ele!". Após a estreia do material, as críticas também foram favoráveis. Brittany Lewis do portal Global Grind definiu-o como "despreocupado" e "fofo", afirmando ainda que o beijo dado pela dupla de cantores no final é resultado de flertes e de uma "tensão sexual". Já Charvelle Holder, em seu comentário emitido para o website de Ryan Seacrest, destacou a química entre a dupla ao longo das cenas. Liza Darwin do MTV Style comentou sobre a interação do casal de cantores nas cenas, afirmando que o estilo "simples mas ainda assim legal" de Miller é o complemento ideal para o "olhar feminino" de Grande. "Esses dois são claramente um par perfeito... pelo menos no vídeo", disse Liza. Jamie Primeau da versão online da revista Seventeen afirmou que o vídeo "é tão divertido quanto a canção".

## Divulgação e outras versões

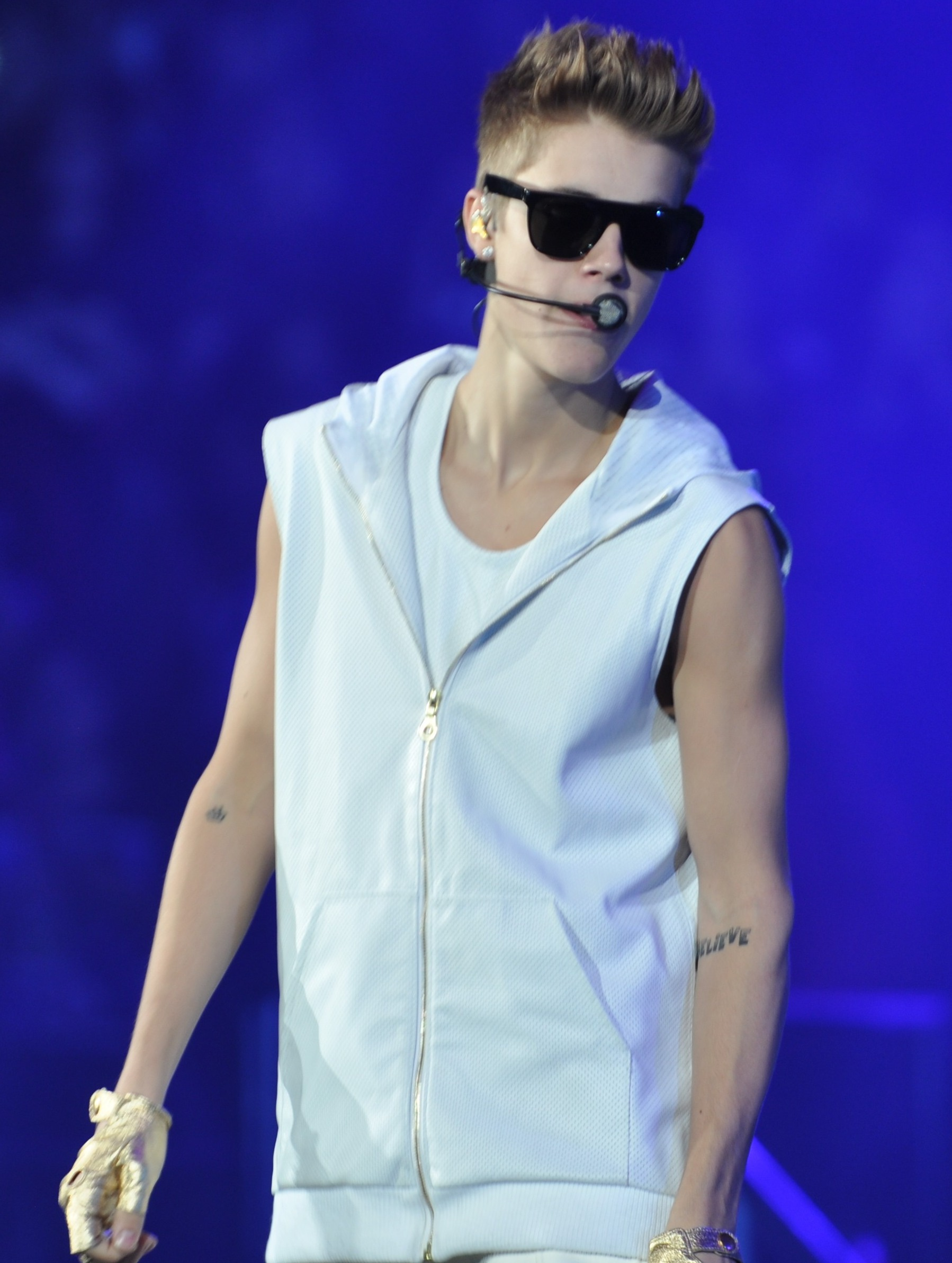
Como parte da divulgação de "The Way", Grande serviu como ato de abertura da Believe Tour, turnê do cantor canadense Justin Bieber (foto).

Em 18 de março de 2013, Grande deu início a uma turnê promocional pelas rádios dos Estados Unidos para divulgar "The Way". Sua primeira parada foi na estação 93.3 da WFLZ-FM, localizada em Tampa, no estado da Flórida, onde concedeu uma entrevista de cerca de meia hora. Nos dias seguintes a cantora esteve em rádios nas cidades de Los Angeles, Nova York, San Francisco, entre outras. Em 11 de maio do mesmo ano Grande interpretou a canção ao vivo pela primeira vez, sem a participação de Miller. A performance ocorreu durante o festival Wango Tango, realizado pela KIIS-FM anualmente. No dia 17 do mesmo mês, ela participou do festival Star Party, organizado pela rádio KDWB-FM, em Minnesota, onde cantou a faixa mais uma vez. Um dia depois, a cantora esteve em Boston e participou do Kiss Concert, evento da rádio WXKS-FM no qual "The Way" também foi interpretada ao vivo.
No dia 29, Grande e Miller estiveram no programa The Ellen DeGeneres Show para executar o tema ao vivo pela primeira vez na televisão. Um dia depois, a artista participou do festival de aniversário da rádio WODS. Em 14 de junho, a dupla fez uma nova apresentação televisionada do tema, desta vez no programa Late Night with Jimmy Fallon. Grande havia marcado uma performance no evento Summer Bash Concert para o dia seguinte, porém a cancelou por motivos de saúde. Após o acontecimento, a artista só voltou a interpretar a canção ao vivo novamente em 5 de julho, durante o evento Red White & BOOM!, organizado pela rádio KMXV. As apresentações seguintes ocorreram em 7, 8 e 10 de agosto de 2013, quando Grande serviu como ato de abertura da Believe Tour, turnê mundial do cantor canadense Justin Bieber. No dia 13 do mesmo mês, ela embarcará em sua primeira turnê solo, a The Listening Sessions. 9 datas foram agendadas até o momento, todas na América do Norte, indo do dia 13 ao dia 31 de agosto.
Além da promoção em rádios, festivais, programas de televisão e turnês, Grande gravou uma versão em espanhol da canção como parte da divulgação da mesma no mercado latino dos Estados Unidos. Intitulada "The Way (Spanglish Version)", a versão alternativa do tema foi encomendada depois que Grande e sua gravadora, a Republic Records, fecharam uma parceria com a Univision Radio (rede de emissora de rádio latinas localizadas em território estadunidense) para que esta introduzisse-a em sua programação. O vice-presidente da Republic, Charlie Walk, deu sua opinião sobre a parceria afirmando que "essa é uma oportunidade fenomenal de conversar diretamente com um grande e fiel público". Grande também demonstrou sua felicidade com o projeto declarando estar muito contente por poder ter gravado essa versão "para eles [seu público latino]". Em 11 de julho de 2013, foi divulgado um remix oficial do tema, no qual os vocais de Miller são substituídos pelos do também rapper estadunidense Fabolous. "The Way" foi incluída também na lista de músicas do jogo Just Dance 2014.

## Faixas e formatos
Em 25 de março de 2013, "The Way" foi enviada as estações de rádio em sua versão original. No dia seguinte, começou a ser vendida na América através da iTunes Store. Um dia depois, foi enviada ao restante do mundo para download digital. No mês seguinte, passou a ser reproduzida pelas rádios rhythmic. No 10 de maio foi enviada em uma versão bilingue as rádios latin. No dia 21 de maio do mesmo ano teve início a distribuição paga do CD single pelas lojas. Essa edição traz como faixa bônus a versão solo da canção, além de um pôster como brinde. Em 4 de junho, teve início as vendas da versão spanglish da canção.
| Download digital |                              |         |  |
| N.º              | Título                       | Duração |  |
| 1.               | "The Way (feat. Mac Miller)" | 3:46    |  |

| CD single |                            |         |  |
| N.º       | Título                     | Duração |  |
| 1.        | "The Way (com Mac Miller)" | 3:48    |  |
| 2.        | "The Way (versão solo)"    | 3:10    |  |

| Download digital (Versão spanglish) |                                                |         |  |
| N.º                                 | Título                                         | Duração |  |
| 1.                                  | "The Way – Spanglish Version (com Mac Miller)" | 3:46    |  |

## Créditos
Todo o processo de elaboração de "The Way" atribui os seguintes créditos:
Gravação e publicação
- Mixada nos Larrabee Studios (Los Angeles, Califórnia)
- Masterizada nos Sterling Sound (Nova Iorque)
- Publicada pelas seguintes empresas: H-Money Music/RJ Productions/EMI April Music (ASCAP), AmbeeStreet Publishing/CBE Publishing LLC/Sony/ATV Tunes LLC (ASCAP), Al Sherrod Lambert/Penmanship Publishing (BMI), Jordin Sparks Music, BMG Rights Management LLC Publishing (BMI), Blue Slide Park Music (BMI) e Almo Music Corp. (ASCAP)
- Contém demonstrações de "A Little Bit of Love", escrita por Brenda Russell e publicada pela Almo Music Corp (ASCAP)
- A participação de Mac Miller é uma cortesia da Roustom Records

Produção
| - Ariana Grande: vocalista principal, produção vocal - Mac Miller: vocalista participante - Harmony Samuels: composição, produção - Al Sherrod Lambert: composição - Amber Streeter: composição - Brenda Russell: composição - Jordin Sparks: composição | - Malcolm McCormick: composição - Sauce: produção vocal - Chris "Tek" O'Ryan: gravação de vocais - Jaycen Joshua: mixagem - Trehy Harris: mixagem - Carlos King: engenharia - Jose Cardoza: engenharia |

## Desempenho comercial

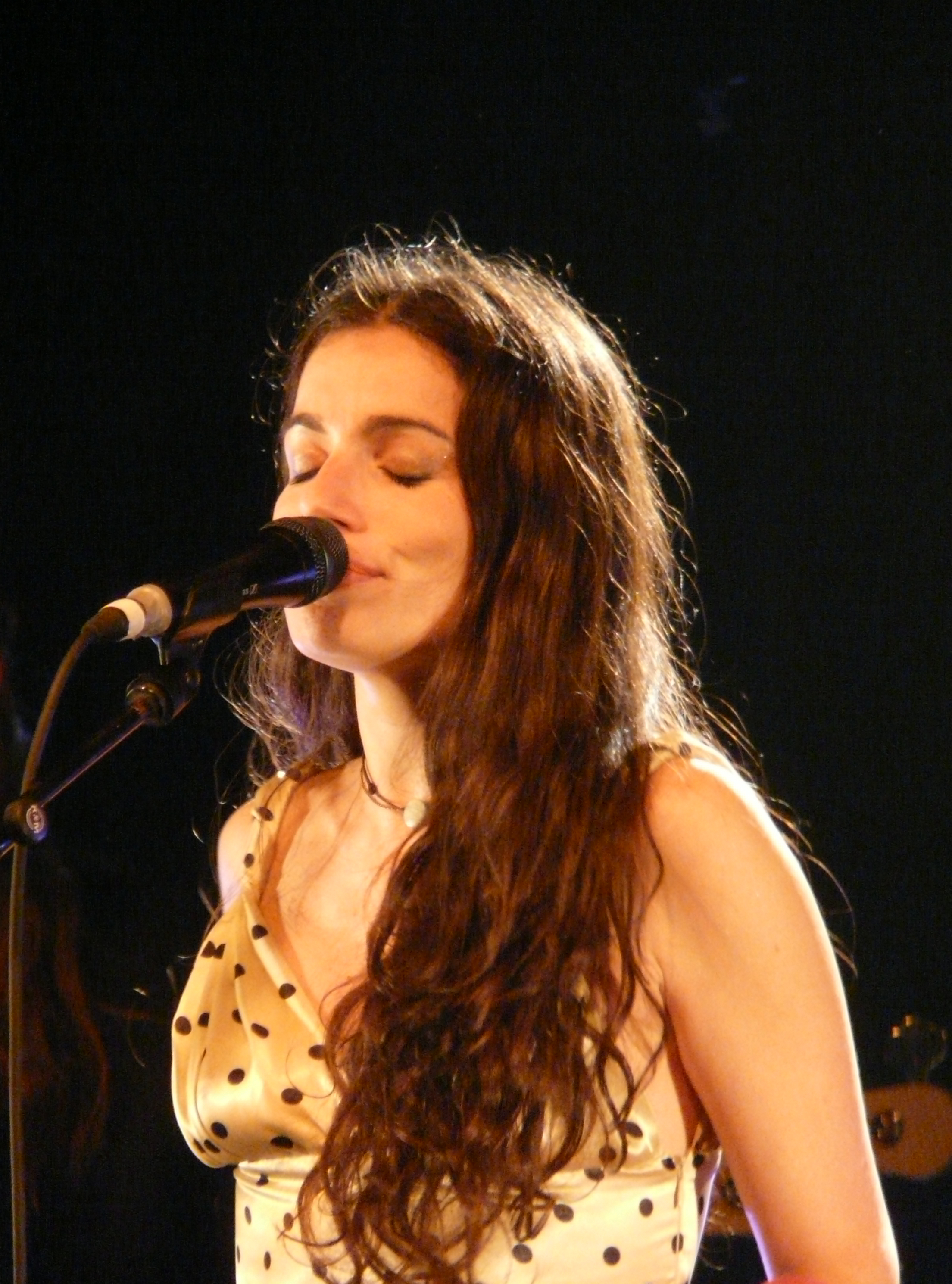
Ao estrear na 10ª colocação da Billboard Hot 100, "The Way" registrou a melhor colocação inicial de artista estreante desde 2008, quando a israelense Yael Naim (foto) debutou no nono posto da tabela com a canção "New Soul".

A faixa obteve sucesso comercial instantâneo no país de origem de sua intérprete, os Estados Unidos. Liberada para venda digital no dia 26 de março de 2013, "The Way" atingiu o 1º lugar da iTunes Store norte-americana após cerca de 8 horas de venda, superando hits de artistas como P!nk, Rihanna e Bruno Mars e tornando-se o single de melhor desempenho para uma artista estreante no ano de 2013. Ao fim de sua primeira semana de distribuição, a canção havia vendido cerca de 219 mil cópias em território estadunidense, o que deu-lhe o status de segunda melhor estreante do ano (logo depois de "Suit & Tie", do cantor Justin Timberlake em parceria com o rapper Jay-Z) e de melhor estreante para uma artista novata desde o ano de 2008 (quando "New Soul", da artista indie Yael Naim estreou no 9º posto da parada). A faixa também debutou no 35º lugar da Billboard Streaming Songs, graças a 1 milhão e 400 mil execuções nos veículos de reprodução da faixa na internet.
Na semana seguinte, o tema caiu para o 22º lugar do Hot 100 graças a uma redução de 61% nas vendas digitais, que atingiram um total de 84 mil unidades distribuídas. Já no ranking de canções em streaming, "The Way" registrou um crescimento de 132% e chegou ao 10º posto. Houve ainda a estreia da faixa na Billboard Pop Songs, dentro do 33º lugar, vindo a atingir pico pico em 16º semanas depois) Em agosto, a música entrou na Billboard Latin Pop Songs, tabela direcionada à música latina, atingindo a quinta posição . Até o dia 29 de abril de 2013, haviam sido vendidas mais de 421 mil unidades digitais da música nos Estados Unidos. Uma semana depois, a Recording Industry Association of America (RIAA) emitiu um disco de ouro para a obra, indicando vendas superiores a 500 mil exemplares. Semanas depois, "The Way" superou sua posição de pico ao atingir a 9ª colocação do Hot 100 norte-americano. Em agosto de 2014, a certificação foi atualizada para um disco de platina tripla, referente ao equivalente a mais de três milhões de cópias vendidas nos Estados Unidos.
No mercado internacional, o desempenho do single foi moderado. Em países como a Austrália, o Canadá, os Países Baixos e a Nova Zelândia, foram registradas entradas no top 40 das mais executadas. No primeiro, a Australian Recording Industry Association (ARIA), premiou a canção com um disco de ouro, indicando vendas superiores a 35 mil unidades. No Reino Unido e na Irlanda, houve picos no top 60. Na Coreia do Sul, "The Way" atingiu a 24ª posição da parada internacional de singles. Na Ucrânia, foi até a 3ª colocação do ranking pop.
| País – Parada musical (2013)                     | Melhor posição |
| ------------------------------------------------ | -------------- |
| Austrália – ARIA Singles Chart                   | 37             |
| Bélgica - Ultratip (Flandres)                    | 39             |
| Canadá – Canadian Hot 100                        | 33             |
| Coreia do Sul – Gaon International Singles Chart | 24             |
| Estados Unidos – Billboard Hot 100               | 9              |
| Estados Unidos – Billboard Pop Songs             | 12             |
| Estados Unidos – Billboard Latin Pop Songs       | 5              |
| Irlanda – IRMA Singles Chart                     | 51             |
| Japão (Japan Hot 100)                            | 66             |
| Nova Zelândia – RIANZ Singles Chart              | 31             |
| Países Baixos – Dutch Singles Chart              | 22             |
| Reino Unido – UK Singles Chart                   | 21             |
| Reino Unido – UK R&B Singles Chart               | 4              |
| Ucrânia – FDR Singles Chart                      | 1              |

| Austrália (ARIA)                                                     | Ouro       | + 35.000^    |
| Estados Unidos (RIAA)                                                | 3× Platina | + 2.400.000^ |
| ^ Número de vendas definido com base apenas no nível de certificação |            |              |

## Histórico de lançamento
No dia 25 de março de 2013, a faixa foi liberada para airplay através da estação de rádio norte-americana KIIS-FM. No dia seguinte, teve início sua distribuição no formato digital. Em 23 de abril de 2013, a canção passou a ser executada nas rádios rhythmic estadunidenses. No mês seguinte, nos dias 10 e 21, "The Way" foi disponibilizada para audição nas rádios latin e começou a ser vendido no formato de CD single. Em 4 de junho, passou a ser vendida em download digital a versão spanglish da canção.
| País             | Data                | Gravadora | Formato                             |
| ---------------- | ------------------- | --------- | ----------------------------------- |
| Estados Unidos   | 25 de março de 2013 | Republic  | Rádios mainstream                   |
| Estados Unidos   | 26 de março de 2013 | Republic  | Download digital                    |
| Alemanha         | 27 de março de 2013 | Republic  | Download digital                    |
| Austrália        | 27 de março de 2013 | Republic  | Download digital                    |
| Brasil           | 27 de março de 2013 | Republic  | Download digital                    |
| Reino Unido      | 27 de março de 2013 | Republic  | Download digital                    |
| Estados Unidos · | 23 de abril de 2013 | Republic  | Rádios rhythmic                     |
| Estados Unidos · | 10 de maio de 2013  | Republic  | Rádios latin                        |
| Estados Unidos · | 21 de maio de 2013  | Republic  | CD single                           |
| Estados Unidos   | 4 de junho de 2013  | Republic  | Download digital (Versão spanglish) |
| México           | 4 de junho de 2013  | Republic  | Download digital (Versão spanglish) |